# Plac Józefa Bema w Olsztynie
Plac Bema – plac w kształcie ronda, posiadającego trzy pasy ruchu, zlokalizowany w północnej części Olsztyna, stanowiący miejsce zbiegu ulic Limanowskiego, Partyzantów, Kętrzyńskiego i Kopernika (wjazd z ulicy Kopernika na rodno został zamknięty).
Wokół placu znajdują się zabytkowe kamienice z początku XX wieku.

## Historia placu
W czasach Prus Wschodnich, plac nosił nazwę Kopernikusplatz (plac Kopernika). 
W 1900 wybudowano pierwsze kamienice – przy placu Bema 2 i 4. Na przełomie XIX i XX wieku znajdowały się tu instytucje wojskowe. Kamienicę przy placu Bema 4 (tzw. Willa Martha) wybudował Robert Mrzyk – przedsiębiorca budowlany, właściciel okazałych w ówczesnym okresie olsztyńskich zakładów murarsko-brukarskich. Willa Martha pełniła w latach 1905-1911 funkcję siedziby rejencji olsztyńskiej. Pośrodku skweru w 1923 odsłonięto i poświęcono pomnik ku czci żołnierzy I Warmińskiego Pułku Piechoty Nr 150, stacjonującego wówczas w olsztyńskich koszarach nad Jeziorem Długim,  poległych podczas I wojny światowej na froncie wschodnim i zachodnim. Podczas drugiej wojny światowej większość kamienic nie uległa zniszczeniu.

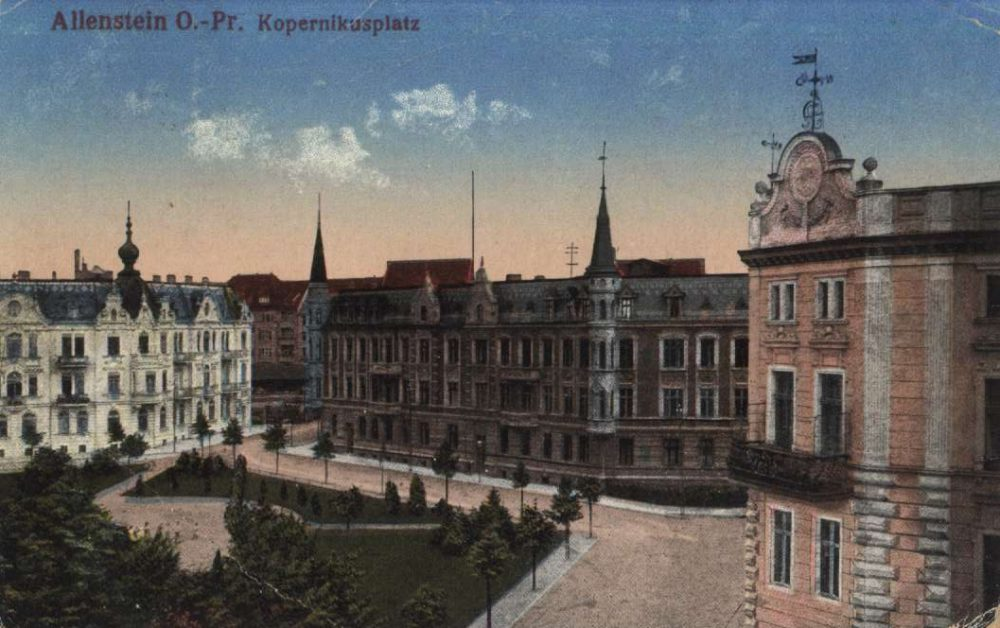
Kopernikusplatz na pocztówce z 1917 r.

Po zakończeniu drugiej wojny światowej, nazwę placu zmieniono na plac Mikołaja Kopernika. W 1947 nazwa ponownie została zmieniona, tym razem na Plac Armii Czerwonej. Przy placu planowano ustawić pomnik Wzdzięczności Armii Czerwonej, ale zmieniono plany i ustawiono go przy ówczesnej alei Zwycięstwa (dzisiejszej alei Piłsudskiego). W Willi Martha, przy placu Bema 4, siedzibę znalazł Obwód Lecznictwa Kolejowego oraz Fundacja Zdrowia Kolejarzy. 
W 1956, podczas powstania węgierskiego, ludzie zbierali się na placu, aby protestować i domagać się wycofania wojsk Układu Warszawskiego z Węgier. Na wniosek studentów Wyższej Szkoły Rolniczej nazwę placu zmieniono na Powstańców Węgierskich. Jednak już rok później nazwa placu została zmieniona na cześć bohatera polsko-węgierskiego – generała Józefa Bema. 
W latach 60. XX wieku wybudowany został wiadukt łączący plac Bema z ulicą Limanowskiego.
Po reformie administracyjnej i przywróceniu powiatów w 1999 roku, kamienicę przy placu Bema 5 zajęło Starostwo Powiatu Olsztyńskiego. W latach 2002–2003 plac Bema przeszedł generalny remont. W 2006, w 50-rocznicę Powstania Węgierskiego, wiaduktowi, znajdującemu się nieopodal placu, nadano nazwę Powstańców Węgierskich 1956 roku i odsłonięto tablicę upamiętniającą wydarzenia sprzed 50 lat na ścianie Starostwa Powiatu Olsztyńskiego.

## Komunikacja
Przez plac Bema przejeżdżają autobusy miejskie linii numer: 101, 107, 108, 109, 112, 116, 120, 126, 131, 309 i N02.